# 1989 SL12
1989 SL12 är en asteroid i huvudbältet som upptäcktes den 30 september 1989 av den belgiske astronomen Henri Debehogne vid La Silla-observatoriet.
Asteroiden har en diameter på ungefär 4 kilometer.